# وینترپورت (مین)
وینترپورت(به انگلیسی: Winterport) شهری در ایالت مین کشور ایالات متحده آمریکا است که جمعیت آن در سرشماری سال ۲۰۱۰ میلادی، ۱٬۳۴۰ نفر بوده‌است.